# Anton Lukitsch Omeltschenko

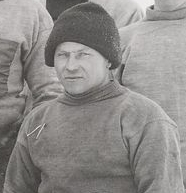
Anton Omeltschenko im Januar 1911 als Teilnehmer der Terra-Nova-Expedition in die Antarktis

Anton Lukitsch Omeltschenko (russisch Антон Лукич Омельченко; * 1883 bei Poltawa, Russisches Kaiserreich (heute Ukraine); † 1932 im Rajon Sinkiw, Ukrainische SSR, Sowjetunion (heute Ukraine)) war ein russischer Stallknecht und Jockey, der an der Terra-Nova-Expedition (1910–1913) des britischen Polarforschers Robert Falcon Scott in die Antarktis teilnahm.

## Leben
Omeltschenko kam im ukrainischen Dorf Batki zur Welt und wuchs in einer Familie von Kleinbauern auf. Seinen Lebensunterhalt verdiente er sich als Stallknecht auf einem benachbarten Landsitz.
Im Jahr 1909 war er als Jockey in Wladiwostok tätig. Dort traf er auf Cecil Meares, der sich dort in Scotts Auftrag um den Kauf Mandschurischer Ponys als Zugtiere für die Terra-Nova-Expedition bemühte. Omeltschenko half bei der Auswahl der Tiere und war gemeinsam mit Meares und seinem Landsmann Dmitri Girew an der Überführung nach Neuseeland und anschließend zum Basislager der Expedition auf der Ross-Insel beteiligt. Dort war er Lawrence Oates für die Betreuung der Pferde unterstellt. Im Verlauf der Expedition nahm Omeltschenko an mehreren Transportmärschen zur Errichtung von Versorgungsdepots teil. Nach dem Beginn des für Scott und vier weitere Expeditionsteilnehmer tödlich endenden Südpolmarsches am 1. November 1911, bei dem alle der verbliebenen zehn Ponys zum Einsatz kamen, waren die Aufgaben für Omeltschenko erledigt. Daher gehörte er zu dem Teil der Mannschaft, der am 4. März 1912 mit dem Expeditionsschiff Terra Nova abreiste.
Omeltschenko kehrte nach Hause zurück und war im Ersten Weltkrieg Soldat der Kaiserlich Russischen Armee, später dann der Roten Armee. Er half beim Aufbau eines Kolchos in seinem Heimatort und starb 1932 im Alter von 49 Jahren an den Folgen eines Blitzschlags. Nach ihm sind in der Antarktis die Omeltschenko-Bucht und das Omelchenko Bluff benannt.